# Masato Kudo
Masato Kudo (n. 6 mai 1990, Suginami, Tōkyō, Japonia – d. 21 octombrie 2022, Miyazaki, Japonia) a fost un fotbalist japonez.

## Statistici
| Japonia | Japonia | Japonia |
| An      | Meciuri | Goluri  |
| ------- | ------- | ------- |
| 2013    | 4       | 2       |
| Total   | 4       | 2       |